# Postnord
Postnord AB (egen skrivning: PostNord AB och postnord) är ett svenskt aktiebolag som är en nordisk postoperatör. Bolaget är Sveriges näst största bolag efter Volvo Cars, sett till antal anställda. Det bildades den 24 juni 2009 genom ett samgående mellan den svenska Posten och Post Danmark. Koncernen bytte 2011 namn från Posten Norden till Postnord. Postnordkoncernen ägs till 60 procent av svenska staten och till 40 procent av danska staten. Rösterna på bolagsstämman är dock jämnt fördelade (50/50) mellan svenska staten och danska staten. Båda utser lika många styrelseledamöter. Under 2015 bytte det svenska Posten AB namn till Postnord Group AB, men behöll formellt sitt gamla namn i Danmark.

## Historik

### Sverige
Posten AB:s historia går tillbaka till 1636, då drottning Kristinas förmyndarregering utfärdade förordningar om postverksamhet. Dessförinnan hade post förmedlats för statsförvaltningens och kyrkans räkning. I perioder under 1650- till 1670-talen drevs postverksamheten i privat regi, men från 1677 och framåt var det svenska postverket statligt.
Från 1685 använde postverket stämplar för att markera att brev var betalda. Frimärken utgavs från 1855.
Redan från grundandet använde postverket ett posthorn och en krona som symbol. Utseendet standardiserades första gången 1912, och det ändrades sedan vid flera tillfällen under 1900-talet samt 2001.
1994 omvandlades postverket till det av svenska staten helägda aktiebolaget Posten AB.

### Danmark
Den här artikeln är helt eller delvis baserad på material från danskspråkiga Wikipedia.
Föregångare till Post Danmark var det danska nationella postväsendet, grundat 1624 genom att Kristian IV utfärdade en förordning om postförmedling. Under dess tidiga historia drevs det danska postväsendet periodvis i såväl privat som kunglig regi, men det förstatligades 1711. Redan före förstatligandet hade det danska postväsendet infört uniformer i färgerna rött och gult. Dessa färger har förblivit organisationens kännemärken.
Det första danska frimärket utgavs 1851. 1927 slogs de danska post- och telegrafverken ihop under namnet Post- og Telegrafvæsenet. 1990 fördes televerksamheten över till ett separat aktiebolag, och 1995 överfördes postväsendet till det statliga bolaget Post Danmark A/S.

### Samgående

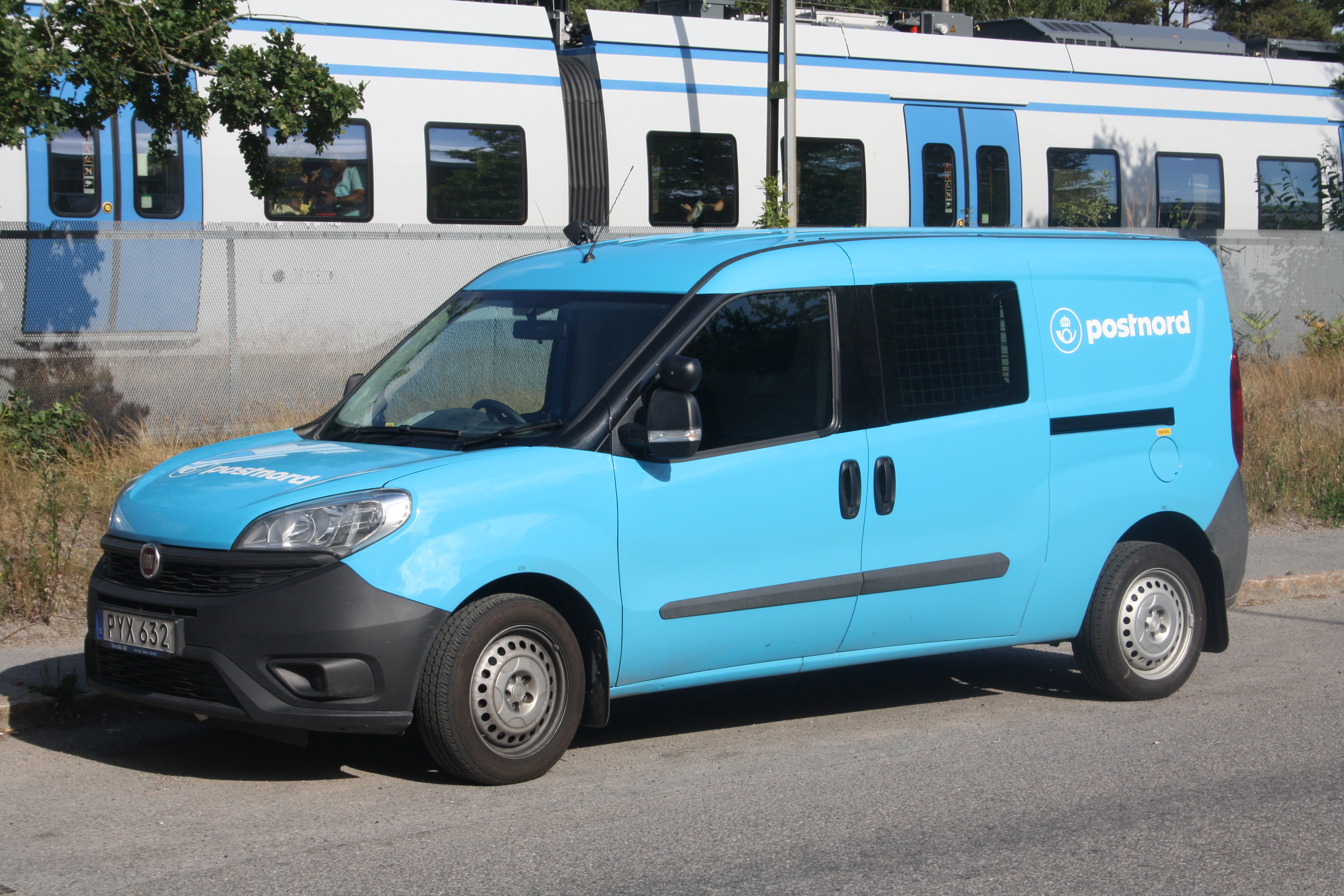
Bil från Postnord i Skogås.

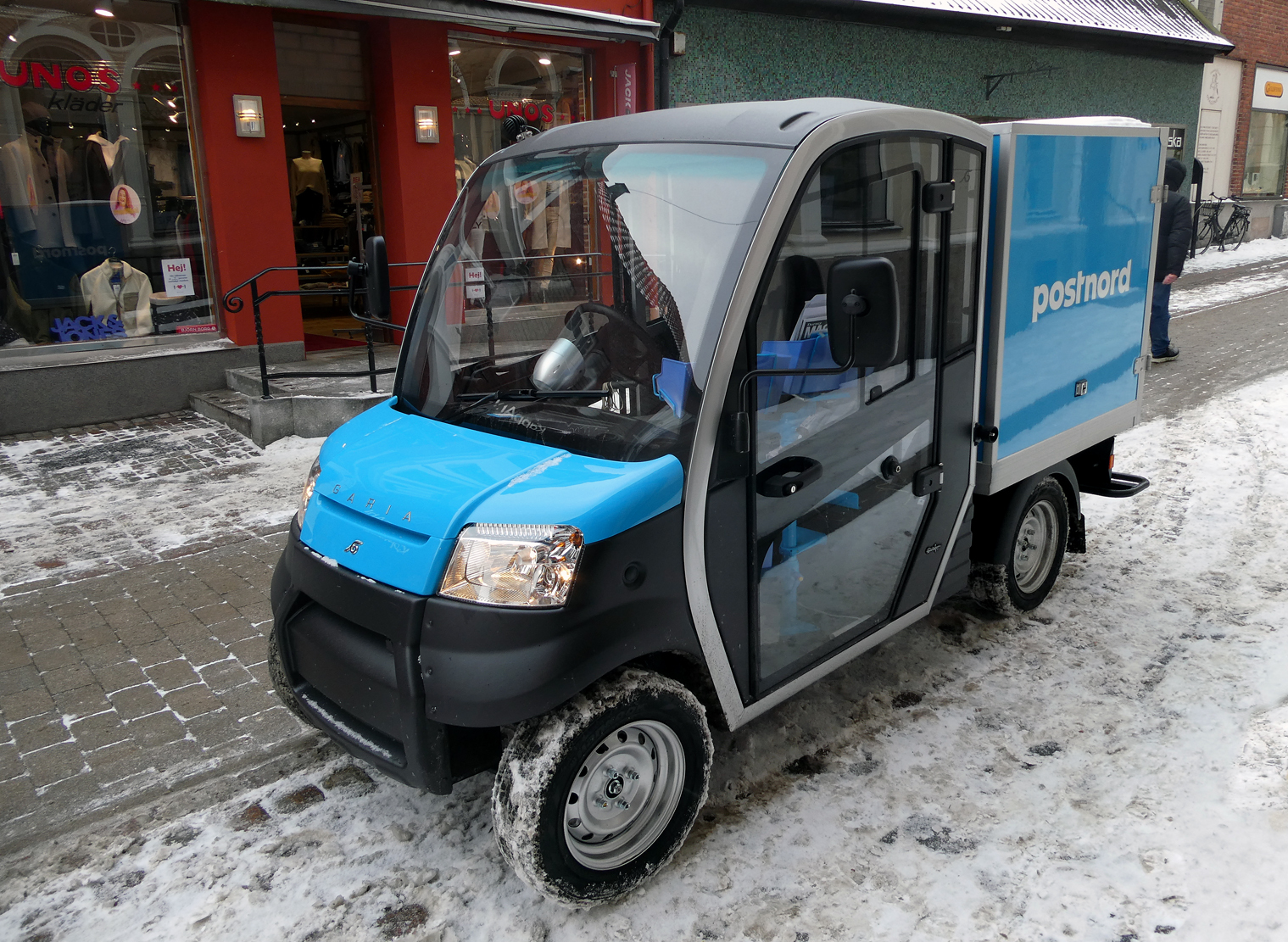
En postbil från Postnord i centrala Ystad 2021.

Posten AB och Post Danmark A/S gick i juni 2009 samman under moderbolaget Posten Norden AB. Moderbolaget bytte 17 maj 2011 namn till Postnord AB. Samgåendet föregicks av en granskning utifrån EU:s konkurrensregler med krav på avyttring av överlappande verksamhet för paketutdelning till företag i Danmark. I Sverige påbörjade bolaget omkring 2013 ett successivt byte av dekor på bilar och lastbilar till Postnords namn och färg (från postgult till klarblått). Den gradvisa förändringen berörde inledningsvis huvudsakligen lastbilar för pakethantering men har sedan 2015 avsett all verksamhet.

### Utveckling under 2000-talet
Med internet och en alltmer digital hantering av meddelanden och tjänster har mängden fysiska brev minskat påtagligt. Mellan åren 2000 och 2020 minskade mängden hanterade brev i Danmark (för Post Danmark) med 80 procent, medan motsvarande siffra för Sverige var mer än en 50-procentig minskning. Minskningen antas fortsätta, och Postnord satsar numera mer resurser på pakethantering – en del av verksamheten som påverkats positivt av e-handelsutvecklingen.
Ett annat område som Postnord har satsat på är hantering av säkra elektroniska meddelanden från myndigheter och företag till privatpersoner. Tjänsten lades dock ner i september 2019.

## Förändringar i postförordningen
2018 införde regeringen ett förändrat befordringstidskrav i postförordningen 2018. Det gjorde det möjligt för Postnord att testa en ny produktionsmodell. Den innebär att brev vanligtvis levereras varannan vardag medan bland annat vissa varuförsändelser delas ut varje vardag. Postnord har i början av 2021 fattat ett inriktningsbeslut att under 2021 och 2022 genomföra den nya produktionsmodellen i hela landet.
Under 2021 pågår en översyn av svensk postreglering. Regeringen har bland annat tillsatt dels en utredning om postlagens tystnadsplikt och möjligheten att förhindra att narkotika, vapen med mera skickas per post, dels en utredning om finansieringen av den samhällsomfattande posttjänsten.

## Marknad
En stor majoritet av koncernens omsättning avser marknader i Norden (utom Island). Paketförmedling förekommer på samtliga dessa marknader, och i Danmark och Sverige bedrivs även förmedling av brev. Koncernen rapporterar huvuddelen av sin omsättning nedbruten per land. Dock rapporteras omsättningen för verksamhetsområdet Postnord Strålfors, som riktar sig till företag och andra organisationer som behöver kommunicera med stora kundgrupper, endast som en totalsumma.
| Närvaro per marknad (2020) | Nettoomsättning (miljoner SEK) | Antal brev (miljoner) | Antal utlämningsställen (cirka) |
| -------------------------- | ------------------------------ | --------------------- | ------------------------------- |
| PostNord Sverige           | 23 694                         | 1 186                 | 2 200                           |
| PostNord Danmark           | 9 304                          | 193                   | 2 900                           |
| PostNord Norge             | 4 481                          | –                     | 1 600                           |
| PostNord Finland           | 1 371                          | –                     | 2 200                           |
| PostNord Strålfors         | 1 981                          | –                     | –                               |
| Övrig affärsverksamhet     | 2 057                          | –                     | –                               |

## Verksamhet
2021 hade Postnord i medeltal motsvarande 28 358 heltidsanställda medarbetare. Majoriteten av dessa har tjänster som brevbärare, chaufförer eller terminalarbetare. De flesta av dessa arbetar i Sverige och Danmark, där Postnord bedriver nationell postförmedlingsverksamhet. I Norge och Finland finns betydligt färre anställda.
Postnord har även ett samarbete om paketförmedling inom hela Europa med tyska DPDgroup, ägt av franska La Poste.

### PostNord Sverige
Bolaget PostNord Sverige ansvarar för den samhällsomfattande posttjänsten i Sverige och är marknadsledande på distribution av paket i Sverige. 
Traditionella brev minskar och varor i brev ökar. 2020 utgjorde brev två femtedelar av PostNord Sveriges totala försäljning.

PostNord Sverige går successivt över till varannandagsutdelning.

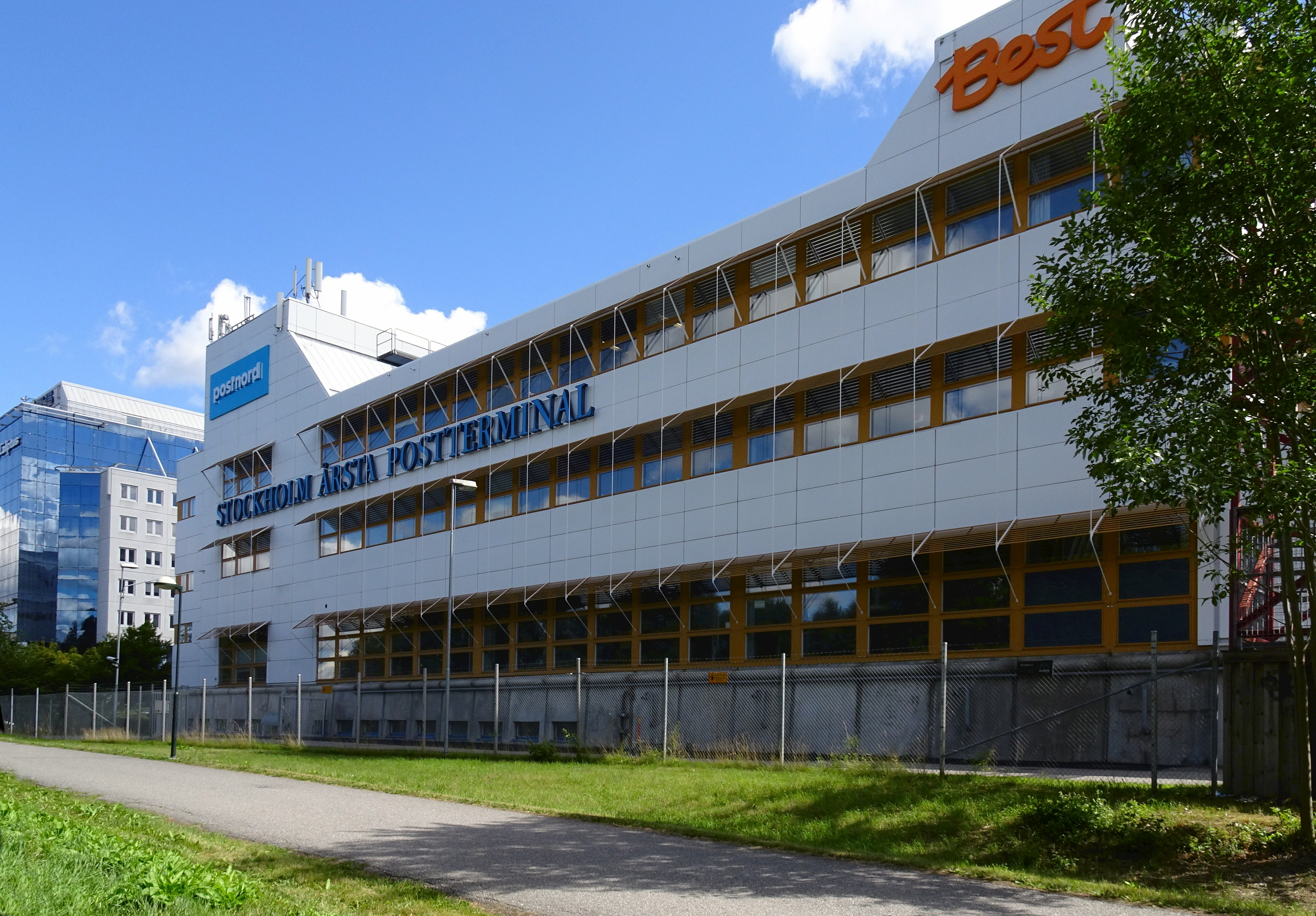
Stockholm Årsta postterminal.

#### Terminaler
| Ort                     | Kollityper | Postnummerområden                                                  |
| ----------------------- | ---------- | ------------------------------------------------------------------ |
| Rosersberg BT           | Brev       | 10, 11, 12-13, 14-15, 16-17, 18-19, 62, 74-75, 76-77, 78-79, 80-81 |
| Malmö BT                | Brev       | 20-21, 22-24, 25-27, 28-29                                         |
| Alvesta BT              | Brev       | 30-33, 34-36, 37-39                                                |
| Göteborg BT             | Brev       | 40-41, 42-44, 45-46, 47, 50-51                                     |
| Nässjö BT               | Brev       | 52-54, 55-57, 58-59                                                |
| Hallsberg BT            | Brev       | 60-61, 63-64, 65-68, 69-71, 72-73                                  |
| Sundsvall BT            | Brev       | 82, 83-84, 85-86, 87-88                                            |
| Umeå BT                 | Brev       | 89-92, 93-94, 95-98                                                |
| Luleå                   | Paket/Pall |                                                                    |
| Toftanäs                | Paket/Pall | 20-24, 27                                                          |
| Segeltorp/Stockholm Syd | Paket      | 12, 13, 14                                                         |
| Årstaberg               | Pall       | 10-15, 161, 62                                                     |
| Göteborg                | Pall       | 40-51                                                              |
| Växjö                   | Paket/Pall | 28-29, 315-39                                                      |
| Norrköping              | Pall       |                                                                    |
| Torsvik                 | Paket/Pall | 51, 52, 54                                                         |
| Härryda                 | Paket      |                                                                    |
| Veddesta                | Paket/Pall | 16-19, 74-76                                                       |
| Örebro                  | Paket/Pall | 60-61, 63-64, 65-69, 70-73, 77-82                                  |
| Östersund               | Paket      | 83-84                                                              |
| Sundsvall               | Paket      | 85-?                                                               |

Den 29 september 2010 meddelade Posten Norden att de planerar en miljardinvestering i en ny terminalstruktur. Detta genom att två nya brevterminaler i Sverige byggs; i Hallsberg längs med Västra stambanan och i Rosersberg längs med Ostkustbanan. Terminalen i Hallsberg öppnades i september 2013; i samband med detta stängdes brevterminalerna i Karlstad och Västerås. Terminalen i Rosersberg är planerad att stå klar senast 2014[uppföljning saknas] och kommer att överta verksamheten i Tomteboda och Uppsala, samt delar av verksamheten vid brevterminalen i Årsta. Vidare kommer Postens ODR-terminal i Norrköping att stängas 2014 och dess verksamhet fördelas på Hallsberg och Årsta. Postens paketterminal i Ånge planeras även den att stängas 2014[uppföljning saknas], för att fördela verksamheten på nybyggda terminaler i Sundsvall, Östersund, Umeå och Luleå.